# Расходящееся косоглазие
 Экзотропия  (от греч.  εξοτρὀπια, εξο, что означает «для выхода» или «выйти из» и греч. τρὀπειν, что означает «превратить»), также известная как  расходящееся косоглазие, является формой косоглазия, когда глаза отклоняются наружу. Отклонение глаз к переносице — эзотропия.
Причины появления: продолжительное времяпрепровождение за экраном, тревожный вид деятельности, малое количество сна, врождённый симптом.
«Сенсорное расходящееся косоглазие» происходит вследствие плохого зрения. Детское, или «врождённое» расходящееся косоглазие просматривается в течение первого года жизни, и менее распространено, чем «основное расходящееся косоглазие», которое, как правило, становится очевидным несколько лет спустя.
Способность мозга видеть трехмерные объекты зависит от точности направления глаз на объект. Когда зрительные оси обоих глаз направлены на одну и ту же цель, оба её визуальных образа преобразуются мозгом в одно изображение (бинокулярное зрение).
Когда один глаз поворачивается внутрь, наружу, вверх, или вниз, изображение формируется не в центре сетчатки и мозг не в состоянии совместить две картины. Бинокулярность зрения теряется. В этом случае люди часто испытывают перекрёстную диплопию. Стремясь избавиться от двоения изображения, мозг часто перестает анализировать изображение от одного глаза и развивается амблиопия (функциональное, обратимое понижение зрения, при котором один глаз почти или вообще не задействован в зрительном процессе).

## Причины
Причины расходящегося косоглазия разнообразны. Они могут быть как врожденного, так и приобретенного характера:
- аномалии развития и прикрепления глазодвигательных мышц;
- наличие аметропии (дальнозоркости, близорукости, астигматизма) средней и высокой степеней;
- снижение остроты зрения одного глаза;
- травмы;
- заболевания центральной нервной системы;
- параличи и парезы;
- стрессы;
- инфекционные заболевания (корь, скарлатина, дифтерия, грипп и т. д);
- соматические заболевания;
- психические травмы (испуг);

Есть шесть мышц, которые управляют движением глаз: четыре для перемещения глаз вверх и вниз и две для перемещения с одной стороны в другую. Все эти мышцы должны быть согласованы и правильно работать для того, чтобы мозг мог создать одно изображение. Когда одна или более из этих мышц не работает должным образом — проявляются некоторые формы косоглазия. Косоглазие чаще встречается у детей с нарушениями, которые влияют на мозг, такие как детский церебральный паралич, синдром Дауна, гидроцефалия и опухоль головного мозга. У детей с расходящимся косоглазием в три раза больше шансов на развитие психических расстройств по сравнению с населением в целом.

## Признаки и симптомы
Ранний признак расходящегося косоглазия, как правило, — отклонение глаза наружу. Этот признак может появиться вначале прерывистый, возникающий, когда ребёнок мечтает, не чувствует себя хорошо, или устал. Он также может быть более заметным, когда ребёнок смотрит на что-то на расстоянии. Прищуривание или частое трение глаз также встречается при расходящемся косоглазии. Ребёнок, вероятно, не будет говорить о двоении в глазах, то есть, диплопии. Тем не менее, он может закрыть один глаз, чтобы компенсировать проблемы.
Как правило, со временем расходящееся косоглазие проявляется чаще и более продолжительно. По мере развития глаза начинают поворачиваться наружу и когда ребенок смотрит на близкие предметы, и когда на удалённые. Если не лечить, глаз может поворачиваться постоянно с потерей бинокулярного зрения.
У маленьких детей с любой формой косоглазия, мозг может научиться игнорировать изображение отклоненного глаза и видеть только изображение лучше видящего глаза. Это называется амблиопия или ленивый глаз. При этом теряется бинокулярное зрение, восприятие глубины. У взрослых с развитым косоглазием, двоение в глазах иногда происходит потому, что мозг уже научен получать изображения с двух глаз и не может игнорировать изображение от повернутого глаза.
Кроме того, у взрослых с расходящимся косоглазием с детства, мозг может адаптироваться к использованию «слепого пятна», когда он получает изображения с обоих глаз, но не полное изображение с отклонившегося глаза, что позволяет избежать двоения, и на самом деле растет периферическое зрение на стороне отклонившегося глаза.

## Лечение
Комплексное обследование глаз, включая глазную моторику (движения глаз), оценка внутренних глазных структур позволит глазному врачу точно диагностировать расходящееся косоглазие. Хотя очки и/или корректирующая терапия, упражнения, или призмы могут уменьшить или помочь управлять поворотом наружу глаз, некоторым детям часто требуется хирургия.
Существует распространённая форма расходящегося косоглазия известная как «недостаточность конвергенции», которая хорошо реагирует на ортоптическую терапию зрения, включая упражнения. Это расстройство характеризуется неспособностью глаза к совместной работе для просмотра вблизи, такой, как чтение. Вместо того, чтобы оба глаза фокусировались вместе на ближайшем объекте, один отклоняется наружу.
Консекутивное расходящееся косоглазие — расходящееся косоглазие, которое возникает после первоначальной эзотропии. Чаще всего это является результатом хирургической гиперкоррекции первоначальной эзотропии. Это можно решить с помощью дополнительной операции или терапии зрения; терапия зрения показала многообещающие результаты, если консекутивное расходящееся косоглазие является прерывистым, чередующимся и малой величины. (Консекутивное расходящееся косоглазие, однако, может также спонтанно развиваться из эзотропии, без хирургического вмешательства или лечения токсином ботулизма.)
Из-за рисков хирургии, а ещё потому, что около 35 % людей требуются больше одной операции, многие люди пробуют сначала терапию зрения. Она состоит из визуальных упражнений. Хотя терапия зрения, как правило, не распространяется на американские медицинские страховые компании, многие крупные страховщики, такие как Этна недавно начали предлагать полное или частичное покрытие в ответ на недавние исследования.
Хирургия косоглазия иногда рекомендуется, если расходящееся косоглазие присутствует более половины каждого дня или, если частота увеличивается с течением времени. Она также показана, если ребёнок имеет значительное расходящееся косоглазие во время чтения или просмотра близких предметов или если есть доказательства того, что глаза теряют способность работать как единое целое (бинокулярное зрение). Если ни один из этих критериев не присутствует, операция может быть отложена, необходимо лишь простое наблюдение с какой-либо очковой и/или локализационный терапией или без неё. В очень лёгких случаях, существует вероятность того, что расходящееся косоглазие будет убывать со временем. Долгосрочный успех хирургического лечения таких состояний, как прерывистое косоглазие недостаточно хорошо зарекомендовали себя и хирургия часто может привести к ухудшению симптомов, вызванных гиперкоррекцией.
Хирургическая процедура для коррекции расходящегося косоглазия предполагает создание небольшого разреза в ткани, покрывающей глаз, чтобы добраться до глазных мышц. Соответствующие мышцы репозиционируют, чтобы позволить глазу двигаться правильно. Процедура обычно проводится под общим наркозом. Время восстановления является быстрым и большинство людей в состоянии возобновить нормальную деятельность в течение нескольких дней. После операции, корректирующие очки могут быть необходимы и, во многих случаях, требуется дополнительная операция чтобы держать глаза прямо.
Когда ребёнок нуждается в операции, процедура обычно проводится до достижения ребёнком школьного возраста. Это проще для ребёнка и даёт глазам больше шансов работать вместе. Как и все операции, существуют некоторые риски. Тем не менее, операции косоглазия, являются как правило, безопасным и эффективным лечением.